# Tex Hammond
Tex Hammond (* 31. Januar 2007 in Los Angeles; auch Jefferson Texas Hammond) ist ein US-amerikanischer Kinderdarsteller und Synchronsprecher.

## Leben
Hammond ist der Sohn der Schauspielerin Grey DeLisle und des Musikers Murry Hammond. Ab Folge 3.18b löste er Collin Dean in der Serie Willkommen bei den Louds als Sprecher von Lincoln Loud ab. Als Kinderdarsteller hatte er 2017 einen Auftritt in der Serie The Guest Book.

## Filmographie
- 2017: The Guest Book

## Synchronisation
- seit 2018: Willkommen bei den Louds (Ab Folge 3.18b)